# ПроКредит Банк (Україна)
ПроКредит Банк розпочав свою діяльність в Україні в лютому 2001 року як банк, що надає кредити представникам мікро-, малого і середнього бізнесу. До осені 2003 р. банк називався «Мікрофінансовий Банк». Зміна назви була пов’язана з рішенням його акціонерів об’єднати під одним ім’ям мережу заснованих ними банків, що працюють у сфері кредитування малого бізнесу. ПроКредит представлено у країнах Східної та Південно-Східної Європи (Албанія, Болгарія, Боснія і Герцеговина, Грузія, Косово, Молдова, Північна Македонія, Румунія та Сербія), а також у Південній Америці (Еквадор).
Починаючи з 2004 року ПроКредит Банк зробив вибір у бік універсалізації, розширивши спектр послуг як для підприємців, так і для населення в цілому. Тепер у «роздрібному» арсеналі ПроКредит Банку прості, зрозумілі депозитні та карткові продукти, що розраховані на людей з різним рівнем доходу. ПроКредит Банк отримав максимально можливий в Україні рейтинг від міжнародного рейтингового агентства «Fitch Ratings».
Акціонерами ПроКредит Банку є фінансові організації, орієнтовані на сприяння розвитку бізнесу та економіки в Європі та в цілому світі. В Україну вони принесли свій досвід, здобутий у різних країнах, адаптувавши його до українських умов, — результатом стало створення ПроКредит Банку для підтримки малого та середнього бізнесу.

## Структура власності

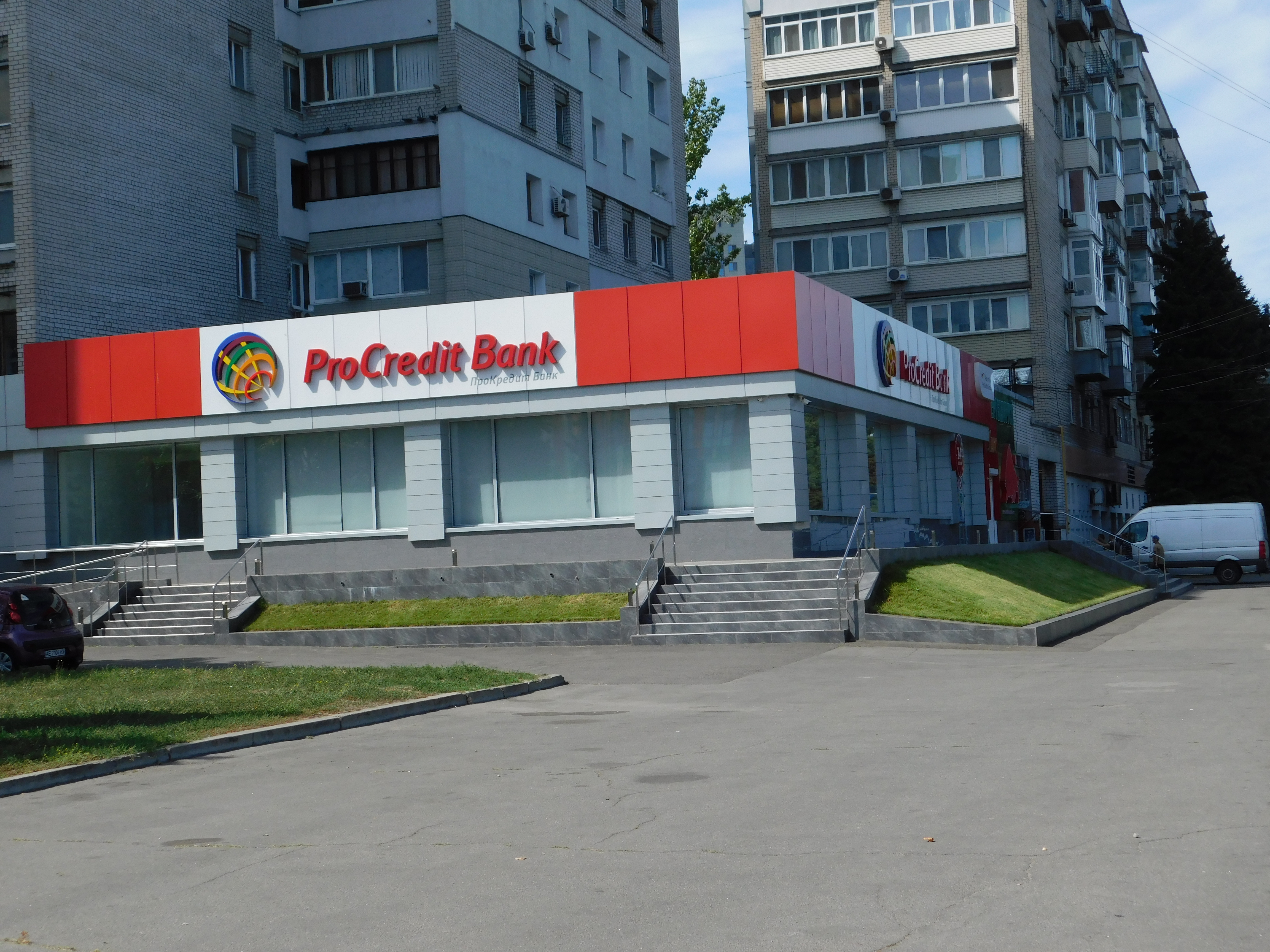
Відділення ПроКредит Банку в м. Дніпро

Станом на 01 січня 2024 року структура власності є наступною:
| Власник Акцій                                                           | Відсоток акцій |
| ПроКредит Холдинг АГ (ProCredit Holding AG) Публічна компанія Німеччина | 100%           |
|                                                                         |                |